# この素晴らしい世界に祝福を! (アニメ)
『この素晴らしい世界に祝福を！』（このすばらしいせかいにしゅくふくを）は、暁なつめによる同名のライトノベルを原作とした日本のアニメ作品。2016年からテレビアニメシリーズ、OVA、劇場アニメなど複数の媒体で発表されている。
本項目では主にスピンオフ作品も含めたテレビアニメシリーズ、およびOVAについて記述する。

## 登場人物
- カズマ - 福島潤[3]
- アクア - 雨宮天[3]
- めぐみん - 高橋李依[3]
- ダクネス - 茅野愛衣[3]
- ルナ - 原紗友里[3]
- 荒くれ者 - 稲田徹[3]
- クリス、エリス - 諏訪彩花[3]

### オリジナルキャラクター
荒くれ者
声 - 稲田徹
アニメオリジナルキャラクター。厳しい顔にモヒカンにヒゲ、半裸に肩当てとサスペンダーという変わった風貌をした男。
冒険者ギルドに居ることが多い。見た目にかかわらず気の良い性格をしている。ギルドを訪れたカズマ達と最初に出会って以降は何かとカズマたちに声を掛け、サキュバスの店ではカズマに楽しむように促したり、デストロイヤーの襲撃時には動けないめぐみんを背負ってカズマ達の元に運んだり、アルカンレティアに向かうカズマ達を見送るなど、それなりに協力かつ信頼関係を築く。
サキュバスの店のアンケート用紙には名前は「ポチョムキン4世」、職業は「機織り職人」と記入している。実力は不明。
ラン
声 - 赤﨑千夏
OVAに登場したオリジナルキャラクターで、アクセルに来たばかりの冒険者。駆け出しであるため強い者に憧れを抱いており、実際にミツルギの事も知っていた。カズマのファン第一号として彼の自慢話を聞いていたが、実際は高額な報酬と引き換えにカズマの更生をルナから依頼されてカズマに近づいていただけであり、結局は割りに合わない事をルナに伝えていたところをカズマに聞かれてしまい、最後は怒ったカズマによってルナ共々スティールの犠牲となった。

## スタッフ
|                               | 第1期               | 第2期                | 第3期                        |
| ----------------------------- | ------------------- | -------------------- | ---------------------------- |
| 原作                          | 暁なつめ            | 暁なつめ             | 暁なつめ                     |
| キャラクター原案              | 三嶋くろね          | 三嶋くろね           | 三嶋くろね                   |
| 総監督                        | N/A                 | N/A                  | 金崎貴臣                     |
| 監督                          | 金崎貴臣            | 金崎貴臣             | 安部祐二郎                   |
| シリーズ構成                  | 上江洲誠            | 上江洲誠             | 上江洲誠                     |
| キャラクター デザイン         | 菊田幸一            | 菊田幸一             | 菊田幸一                     |
| 美術監督                      | 三宅昌和            | 三宅昌和             | 丸山由紀子 山梨絵里          |
| 美術設定                      | 藤井一志            | 藤井一志             | 友野加世子                   |
| 色彩設計                      | 吉田沙織            | 吉田沙織             | 吉田沙織                     |
| 撮影監督                      | 浜尾繁光            | 米澤寿               | 衛藤直毅                     |
| 編集                          | 木村佳史子          | 木村佳史子           | 木村佳史子                   |
| 3D監督                        | 今垣佳奈            | 今垣佳奈             | 今垣佳奈                     |
| 音響監督                      | 岩浪美和            | 岩浪美和             | 岩浪美和                     |
| 音楽                          | 甲田雅人            | 甲田雅人             | 甲田雅人                     |
| 音楽プロデューサー            | 穴井健太郎          | 穴井健太郎           | 穴井健太郎                   |
| プロデューサー                | 小倉理絵            | 小倉理絵             | 小倉理絵                     |
| プロデューサー                | N/A                 | N/A                  | 佐野貢一、谷口博康、百田英生 |
| アニメーション プロデューサー | 浦崎宣光            | 浦崎宣光             | 宮腰徹                       |
| アニメーション制作            | スタジオディーン    | スタジオディーン     | ドライブ                     |
| 製作                          | このすば 製作委員会 | このすば2 製作委員会 | このすば3 製作委員会         |

## 制作

### 沿革
2015年5月にアニメ化が発表され、同年9月には第1期の放送開始時期と制作スタッフ陣の発表、同年10月にはキャスト陣の発表が行われた。第1期は2016年1月より3月までTOKYO MXほかにて放送された。第1期の放送終了と同時に第2期の制作が発表され、2017年1月より3月まで『この素晴らしい世界に祝福を！2』のタイトルで放送された。
2017年には第1期がTOKYO MXの全日帯で再放送されたが、第9話は諸般の事情で緊急特別番組『この素晴らしいラジオに祝福を！出張版』に差し替えられた。また、2019年にも第1期・第2期が再放送されたが、今回は深夜枠だったため、第1期第9話がそのまま放送されたほか、OVA「この素晴らしいチョーカーに祝福を！」「この素晴らしい芸術に祝福を！」が初放送された。
2021年7月にはYouTubeのKADOKAWAanimeチャンネル内で配信された『このすばチャンネル from異世界みゅーじあむ』にて新作アニメの制作が決定し、2022年5月には第3期『この素晴らしい世界に祝福を！3』と同時にスピンオフ作品である『この素晴らしい世界に爆焔を!』のアニメ化が発表された。第3期は2024年4月から6月まで放送された。

### 脚本・演出
監督は金崎貴臣、シリーズ構成は上江洲誠が務めた。両者は元々スタジオディーンが制作したアニメ「これはゾンビですか?」シリーズ（2011年・2012年、以下『これゾン』）でともに仕事をしていた関係で面識があり、ディーン側から上江洲が構成として指名された際に「金崎さんだったらやりたい」と監督を指名し、金崎も「上江洲だったらやりたい」と同調したために引き受けることとなった。
『これゾン』を手掛けていた頃は気を遣って妥協することが多かったため、本作では脚本の段階で笑えなければ絵コンテを描かないなど、一切妥協を許さないように制作した。また、金崎が同作を手掛けていた頃は経験不足もあって「いかに笑いが（視聴者に）刺さるか」を意識しすぎてエッジが強くマニアックになってしまい、視聴者を選別してしまうようなところがあったため、パーティーとしての信頼感や、時間を経て生まれてくる絆や愛など、ホームコメディの基本を重視して描写し、感情移入しやすいように制作した。
金崎と上江洲は『ダ・ヴィンチ』のインタビューにて、本作の面白いところは会話である旨を明かした。会話を構成する登場人物のキャラクター性と掛け合いの速さをアニメとして再構築する際、どうすれば面白くなるかと考えた結果、キャラクター性がしっかりわかるところまで会話に尺を使い、テンポをゆっくりにして詰め込みすぎないようにした。そのため、第1期第1話ではめぐみんがまだ登場せず、Aパートにはカズマとアクアしか登場しない。また、コメディもので重要なのはテンションの上げ下げと考え、緩急をカットごとに計算して制作した。

### 作画
本作の第2期で総作画監督および作画監督を務めた田中紀衣は、アキバ総研のインタビューに対し、決まりきった顔があまりないので、アニメーターの個性が出やすい作品と評した。また、本作は金崎が描いた絵コンテ寄りの表情が本作の特徴とし、作画監督が修正するときれいな顔にはなってはいくがニュアンス的には違った感じになり、初めて手掛けた第2期第3話は絵が整いすぎて「『このすば』っぽくない」と言われ、以降は表情豊かにするように意識し、キャラクターデザインを務めた菊田幸一の修正を見たり、金崎の指示を聞いたりして、「ギャグは積んで積んで、崩すから面白いんだ」ということを学んだと語った。

### 音楽
第1期第1話終盤にてカズマとアクアがバイトをしたりシュワシュワを呑むシーン延々とセリフなしで絵で見せようとした金崎は、その場面を想像しているときにふとゲーム『モンスターハンター』（以下、『モンハン』）の音楽が流れ、リズムに合うなと思った。上江洲が『モンハン』の劇伴を作曲した甲田雅人と面識があり、「JRPGを模した世界観の話だから、普段からRPGの音楽を作ってる人がいい」として推薦してもらった。金崎は甲田に「劇中はくだけていても、音楽は絶対くだけない、常にカッコよくいてほしい」と注文した。

### 演技・キャスティング
キャストはテープオーディションなどで決定した。
主人公のカズマはセリフの量が多く、感情のコントロールが非常に難しい役だったことから、金崎は中々OKを出さなかったが、3回目のテープオーディションにて候補となっていた福島潤がそれに応えて選ばれた。福島はアニメダ・ヴィンチのインタビューにて、オーディションのセリフやキャラ設定を見たときに「これはぜひともやりたい作品」と思い、オーディションの時にすべてぶつけたと語った、その後は第1期の収録の際に「やりたいことを全部やりきろう」という思いで演じた。福島は相手に「カズマ、〇〇ですね」と言われたときに「そうだな」と返事するのは変だと考え、相手が呼びかけた後息を吸う間に「あ、なに？」と返事をするようにした。しかし、テスト収録のときに現場を和ませるつもりで「はい、カズマです」とアドリブを言った際に荒くれ者役の稲田徹のツボにはまり、やがてそのようなアドリブが本編に使われるようになった。
アクア役は雨宮天が起用された。金崎は声優に対して感情の起伏をしっかり演じられることを求めており、オーディションにて雨宮の「ゴッドブロー」を聴いた際に演技が突き抜けていたうえ、カズマを煽るところも楽しそうな感じであり、演じ分けがうまいと評している。雨宮は、自身が演じるキャラクターについて、かけ合いの速度が早く泣き叫ぶ場面が多いため、体力が要ると語った。
めぐみん役の高橋李依は、インタビューにて、自由に遊んでいいところと、監督がこだわるところがはっきりとしていて、そういうこだわりを感じると「ああ『このすば』に戻ってきたな」という感覚があると答えた。
一般的なアニメの収録は音響監督が監督の意図を受けて声優に指示するが、本作は音響監督の岩浪美和に加え、監督である金崎も録音ブースで声優に直接説明した。
本作はシーンの合間にたびたび「こ・の・す・ば」というセリフの入ったジングルが挟まれるが、それらのセリフは各声優に任せられ、主に茅野が誰がそのセリフを言うのかと聞き、福島などが配役の提案やアドバイスをし、最終的にどう言うのかを考えて言うスタイルが採られた。

## 主題歌
シリーズを通し、ハンバート ハンバートの佐藤良成がエンディングテーマの楽曲提供をしている。
「fantastic dreamer」
Machicoによる第1期のオープニングテーマ。作詞・作曲・編曲は園田智也による。Machicoにとって初めてのアニメタイアップ曲であり、Machicoは同名シングルの発売記念イベントにおいて「アニメタイアップはひとつの夢だったので、決まったときは嬉しかった」と述べた。
「ちいさな冒険者」
第1期のエンディングテーマ。本作のメインキャラクター（アクア・めぐみん・ダクネス）を演じる雨宮天・高橋李依・茅野愛衣がそれぞれの担当キャラクター名義で歌う。バンジョーやフィドルなどを取り入れた牧歌的な楽曲である。作詞・作曲・編曲したハンバート ハンバートの佐藤良成は「ハンバート ハンバートのようなタイプの音楽をエンディング曲にすることにちょっと驚いた」としながらも「絵コンテや資料を見るとすぐに音のイメージが湧き、すっとメロディーが出てきた」「一つの曲を3人の声優が歌うのも新鮮で、同じ歌詞とメロディでも情景が三者三様に聞こえる」と述べた。
「TOMORROW」
Machicoによる第2期のオープニングテーマ。作詞は桜アス恵、作曲・編曲は岡野裕次郎による。Machicoは基本的に高い声色で歌い、『このすば』らしい青空の似合う歌声で表現されている。
「おうちに帰りたい」
雨宮天・高橋李依・茅野愛衣の演じるアクア・めぐみん・ダクネスによる第2期のエンディングテーマ。CDジャーナルは「アニメの枠を超えた普遍的な魅力を持つ温かみのある楽曲」と評した。作詞・作曲・編曲は佐藤良成による。
「Growing Up」
Machicoによる第3期のオープニングテーマ。作詞・作曲・編曲は園田健太郎。
「あの日のままのぼくら」
雨宮天・高橋李依・茅野愛衣の演じるアクア・めぐみん・ダクネスによる第3期のエンディングテーマ。

## 反響・評価
テレビアニメ第1期放送開始前にアキバ総研が実施した「2016冬アニメ期待度人気投票」ではトップ20入りも果たせていなかったが、放送開始後には、敵味方ともに個性豊かなキャラクターたちの存在や他の異世界ファンタジー作品とは一線を画したコメディ路線の展開が反響を呼び、第2期シリーズの放送を実現させることに成功した。また、本作第1期の放送により、2016年当時にはすでに流行を見せていた「異世界転生作品アニメ化」の人気をさらに確かなものにした。
アニメライターの高橋克則は本作の主人公・カズマについて「異世界転生作品にありがちな完全無欠の主人公ではないところがポイント。パーティ仲間を囮にしてクエストをクリアをしたり、女性キャラのパンツを盗んだりして、異世界を知恵と勇気で攻略するカズマの鬼畜っぷりがいっそ清々しい」と、本作の作風について「お金が足りず馬小屋で寝泊まりし、日銭を稼ぐために肉体労働に励む日常描写もコメディタッチで生き生きと表現されている」とそれぞれ評している。
ライターの小林白菜は「登場人物たちのくだらないやりとりが、テンポのいい演出と、コミカルなアニメーション、そして声優陣の振り切った演技によって描かれることで、気軽に楽しめるギャグアニメとして非常に品質の高い作品に仕上がっている。特にアニメーションは、躍動感たっぷりに動き回り、次々と表情が変わるキャラクターたちが作品の楽しい雰囲気を引き立てており、静止画では分からない魅力に満ちている」と称賛している。
2015年5月のテレビアニメ化発表前は40万部だった原作の売上は、テレビアニメ化の成功により、2016年3月時点で3倍以上となる150万部まで伸びた。これに対し、発行元のKADOKAWAは「今期のライトノベルのアニメ化作品の中では一番の売れ行き。ツイッターでも好意的なコメントが多く、大変ありがたい」とコメントしている。
第1回クランチロール・アニメアワードでは本作がBest Comedy（最優秀コメディ作品賞）にノミネートされた。第2回CrunchyrollアニメアワードではカズマがBest Boy（最優秀男性キャラ）、本作がBest Comedyにそれぞれノミネートされた。
ニュータイプアニメアワード2015-2016では脚本賞で上江洲誠が10位、男性キャラクター賞でカズマが6位、女性キャラクター賞でめぐみんが6位、作品賞（テレビ放送）で10位をそれぞれ獲得している。「すごーいーでしょー！アニメディア読者が選ぶ2017年アニメキャラ大賞」では「マヌケだったで賞」でアクアが5位を獲得している。
dアニメストアが実施した「2016年一番○○なアニメは？アワード2016」では「1番笑ったアニメ」で1位、「1番好きなアニメ部門」「もう一度、最初から見たいアニメ」で3位を獲得した。
アメリカのアニメ評価サイト「Anime Trending」が主催した「第3回 Anime Trending Awards」での結果は以下の通り。
| 部門                                      | 対象                         | 結果 | 出典   |
| ----------------------------------------- | ---------------------------- | ---- | ------ |
| ANIME OF THE YEAR                         | この素晴らしい世界に祝福を！ | 9位  | [ 55 ] |
| MAN OF THE YEAR                           | カズマ                       | 1位  | [ 55 ] |
| GIRL OF THE YEAR                          | めぐみん                     | 7位  | [ 55 ] |
| ACTION OR ADVENTURE ANIME OF THE YEAR     | この素晴らしい世界に祝福を！ | 6位  | [ 55 ] |
| COMEDY ANIME OF THE YEAR                  | この素晴らしい世界に祝福を！ | 1位  | [ 55 ] |
| FANTASY OR MAGICAL ANIME OF THE YEAR      | この素晴らしい世界に祝福を！ | 2位  | [ 55 ] |
| BEST VOICE ACTING PERFORMANCE BY A MALE   | 福島潤（カズマ役）           | 7位  | [ 55 ] |
| BEST VOICE ACTING PERFORMANCE BY A FEMALE | 高橋李依（めぐみん役）       | 5位  | [ 55 ] |
| BEST VOICE ACTING PERFORMANCE BY A FEMALE | 雨宮天（アクア役）           | 6位  | [ 55 ] |

## 各話リスト
| 話数         | サブタイトル                       | 脚本       | 絵コンテ          | 演出              | 作画監督 | 総作画監督                   | 初放送日       |       |       |       |       |       |       |       |       |       |       |       |       |       |       |       |       |       |
| 第1期        | 第1期                              | 第1期      | 第1期             | 第1期             | 第1期 | 第1期                        | 第1期          | 第1期 | 第1期 | 第1期 | 第1期 | 第1期 | 第1期 | 第1期 | 第1期 | 第1期 | 第1期 | 第1期 | 第1期 | 第1期 | 第1期 | 第1期 | 第1期 | 第1期 |
| ------------ | ---------------------------------- | ---------- | ----------------- | ----------------- | --- | ---------------------------- | -------------- | ----- | ----- | ----- | ----- | ----- | ----- | ----- | ----- | ----- | ----- | ----- | ----- | ----- | ----- | ----- | ----- | ----- |
| 第1話        | この自称女神と異世界転生を！       | 上江洲誠   | 金崎貴臣          | 吉田俊司          | 北村友幸 鵜池一馬 | 菊田幸一                     | 2016年 1月14日 |       |       |       |       |       |       |       |       |       |       |       |       |       |       |       |       |       |
| 第2話        | この中二病に爆焔を！               | 朱白あおい | 金崎貴臣          | 三好正人          | 木下ゆうき 清水勝祐 | 小松桃花                     | 1月21日        |       |       |       |       |       |       |       |       |       |       |       |       |       |       |       |       |       |
| 第3話        | この右手にお宝を！                 | 中村浩二郎 | 斉藤哲人          | 門田英彦          | 古住千秋 中澤勇一 | 菊田幸一                     | 1月28日        |       |       |       |       |       |       |       |       |       |       |       |       |       |       |       |       |       |
| 第4話        | この強敵に爆裂魔法を！             | 上江洲誠   | 亜嵐墨石          | ボブ白旗          | さのえり 大塚八愛 加藤万由子 伊藤智子 南伸一郎 是本晶 伊藤幸                                                                                     | 小松桃花                     | 2月4日         |       |       |       |       |       |       |       |       |       |       |       |       |       |       |       |       |       |
| 第5話        | この魔剣にお値段を！               | 朱白あおい | 金崎貴臣          | 鈴木孝聡          | 山村俊了 清水勝祐 | 菊田幸一                     | 2月11日        |       |       |       |       |       |       |       |       |       |       |       |       |       |       |       |       |       |
| 第6話        | このろくでもない戦いに決着を！     | 上江洲誠   | 斉藤哲人          | 吉田俊司          | 鵜池一馬 中澤勇一 木下ゆうき | 小松桃花                     | 2月18日        |       |       |       |       |       |       |       |       |       |       |       |       |       |       |       |       |       |
| 第7話        | この凍えそうな季節に二度目の死を！ | 朱白あおい | 伊勢昌弘          | 三好正人          | 北村友幸 岡崎洋美 本多みゆき | 菊田幸一                     | 2月25日        |       |       |       |       |       |       |       |       |       |       |       |       |       |       |       |       |       |
| 第8話        | この冬を越せない俺達に愛の手を！   | 中村浩二郎 | 金崎貴臣          | 門田英彦          | 中山由美 出野喜則 中島美子 | 小松桃花                     | 3月3日         |       |       |       |       |       |       |       |       |       |       |       |       |       |       |       |       |       |
| 第9話        | この素晴らしい店に祝福を！         | 朱白あおい | 亜嵐墨石          | 久保太郎          | 中澤勇一 木下ゆうき 清水勝祐 | 菊田幸一                     | 3月10日        |       |       |       |       |       |       |       |       |       |       |       |       |       |       |       |       |       |
| 第10話       | この理不尽な要塞に終焔を！         | 上江洲誠   | 斉藤哲人          | 吉田俊司          | 本多みゆき 古住千秋 山村俊了 鵜池一馬 北村友幸 中山由美                                                                                          | 小松桃花                     | 3月17日        |       |       |       |       |       |       |       |       |       |       |       |       |       |       |       |       |       |
| 第11話 (OVA) | この素晴らしいチョーカーに祝福を！ | 朱白あおい | 金崎貴臣          | いわもとやすお    | 吉田巧介 | 菊田幸一                     | 2019年 3月28日 |       |       |       |       |       |       |       |       |       |       |       |       |       |       |       |       |       |
| 第2期        |                                    |            |                   |                   | |                              |                |       |       |       |       |       |       |       |       |       |       |       |       |       |       |       |       |       |
| 第1話        | この不当な裁判に救援を！           | 上江洲誠   | 金崎貴臣          | いわもとやすお    | 石川洋一 鵜池一馬 | 菊田幸一                     | 2017年 1月12日 |       |       |       |       |       |       |       |       |       |       |       |       |       |       |       |       |       |
| 第2話        | この紅魔の娘に友人を！             | 上江洲誠   | 金崎貴臣          | 江原康之          | 中澤勇一 佐藤この実 | 江原康之                     | 1月19日        |       |       |       |       |       |       |       |       |       |       |       |       |       |       |       |       |       |
| 第3話        | この迷宮の主に安らぎを！           | 上江洲誠   | 金崎貴臣          | 吉田俊司          | 浅井昭人 清水勝祐 | 田中紀衣                     | 1月26日        |       |       |       |       |       |       |       |       |       |       |       |       |       |       |       |       |       |
| 第4話        | この貴族の令嬢に良縁を！           | 中村浩二郎 | 金崎貴臣          | 久保太郎          | 出野喜則 西川真人 摺木沙織 | 菊田幸一                     | 2月2日         |       |       |       |       |       |       |       |       |       |       |       |       |       |       |       |       |       |
| 第5話        | この仮面の騎士に隷属を！           | 待田堂子   | 金崎貴臣          | 吉田俊司          | 胡陽樹 小松桃花 鵜池一馬 西川真人 八代きみこ 佐藤このみ 木下由美子 田中紀衣 菊田幸一                                                             | 田中紀衣                     | 2月9日         |       |       |       |       |       |       |       |       |       |       |       |       |       |       |       |       |       |
| 第6話        | この煩わしい外界にさよならを！     | 中村浩二郎 | 江原康之          | 江原康之          | 浅井昭人 石川洋一 さのえり | 江原康之                     | 2月16日        |       |       |       |       |       |       |       |       |       |       |       |       |       |       |       |       |       |
| 第7話        | このふてぶてしい鈍に招待を！       | 待田堂子   | 小岩井礼文        | 鈴木孝聡 吉田俊司 | 是本晶 中澤勇一 清水勝裕 宮地聡子 斎藤大輔 松浦里美 石川洋一 佐藤このみ 田中紀衣                                                                 | 田中紀衣                     | 2月23日        |       |       |       |       |       |       |       |       |       |       |       |       |       |       |       |       |       |
| 第8話        | この痛々しい街で観光を！           | 中村浩二郎 | 金崎貴臣          | いわもとやすお    | 吉田巧介 | 菊田幸一                     | 3月2日         |       |       |       |       |       |       |       |       |       |       |       |       |       |       |       |       |       |
| 第9話        | この不浄な温泉街に女神を！         | 上江洲誠   | 金崎貴臣          | 中山敦史          | 清水勝祐 石川洋一 藤田正幸 斉藤大輔 鵜池一馬 中澤勇一                                                                                            | 田中紀衣                     | 3月9日         |       |       |       |       |       |       |       |       |       |       |       |       |       |       |       |       |       |
| 第10話       | この素晴らしい仲間たちに祝福を！   | 上江洲誠   | 金崎貴臣 斉藤哲人 | 吉田俊司          | 田中紀衣 小松桃花 浅井昭人 石川洋一 出野喜則 | 菊田幸一                     | 3月16日        |       |       |       |       |       |       |       |       |       |       |       |       |       |       |       |       |       |
| 第11話 (OVA) | この素晴らしい芸術に祝福を！       | 待田堂子   | 金崎貴臣          | 吉田俊司          | 杉田柊 菊田幸一 | -                            | 2019年 6月20日 |       |       |       |       |       |       |       |       |       |       |       |       |       |       |       |       |       |
| 第3期        |                                    |            |                   |                   | |                              |                |       |       |       |       |       |       |       |       |       |       |       |       |       |       |       |       |       |
| 第1話        | この明るい未来に祝杯を！           | 金崎貴臣   | 金崎貴臣          | 安川央理          | 野田康行 | 菊田幸一                     | 2024年 4月10日 |       |       |       |       |       |       |       |       |       |       |       |       |       |       |       |       |       |
| 第2話        | この笑わない少女に微笑みを！       | 上江洲誠   | 金崎貴臣          | 川部真也          | 竹本佳子 牛ノ濱由惟 吉田龍一郎 藤田正幸 上西麻耶 くはく                                                                                          | 野田康行                     | 4月17日        |       |       |       |       |       |       |       |       |       |       |       |       |       |       |       |       |       |
| 第3話        | この賢しい少女に再教育を！         | 金崎貴臣   | 金崎貴臣          | いわもとやすお    | 本田創一 八木澤修平 陳凱馳 DM | 菊田幸一                     | 4月24日        |       |       |       |       |       |       |       |       |       |       |       |       |       |       |       |       |       |
| 第4話        | このイケメン義賊に天誅を！         | 上江洲誠   | 安部祐二郎        | 安川央理          | 木村行隆 竹本佳子 吉田龍一郎 本田創一 上西麻耶                                                                                                   | 野田康行                     | 5月1日         |       |       |       |       |       |       |       |       |       |       |       |       |       |       |       |       |       |
| 第5話        | この箱入り王女に悪友を！           | 金崎貴臣   | 金崎貴臣          | 吉田俊司          | 藤田正幸 木村行隆 中島美子 中島大智 菊田幸一 陳凱馳 DM                                                                                           | 竹本佳子 北村友幸 牛ノ濱由惟 | 5月8日         |       |       |       |       |       |       |       |       |       |       |       |       |       |       |       |       |       |
| 第6話        | この素敵な暮らしにさよならを！     | 上江洲誠   | 楊烈駿            | 五味伸介          | 藤田正幸 重藤聡太 陳凱馳 DM | 菊田幸一                     | 5月15日        |       |       |       |       |       |       |       |       |       |       |       |       |       |       |       |       |       |
| 第7話        | この成り上がり冒険者にも安息を！   | 金崎貴臣   | 金崎貴臣          | 山田晃            | 藤田正幸 中島美子 重藤聡太 中島大智 陳凱馳 阿肆 Winchester Echo Animation                                                                        | 竹本佳子 北村友幸 牛ノ濱由惟 | 5月22日        |       |       |       |       |       |       |       |       |       |       |       |       |       |       |       |       |       |
| 第8話        | この湖の主に永遠の眠りを！         | 上江洲誠   | 稲垣隆行          | 吉田俊司          | 吉田龍一郎 中島美子 中島大智 上西麻耶 本田創一 藤田正幸 重藤聡太 八木澤修平 木村行隆 陳凱馳 王火龙 赵二虎                                        | 野田康行 北村友幸 牛ノ濱由惟 | 5月29日        |       |       |       |       |       |       |       |       |       |       |       |       |       |       |       |       |       |
| 第9話        | この家出娘に説教を！               | 金崎貴臣   | 金崎貴臣          | 安川央理          | 清水勝祐 柳野龍男 陳凱馳 王火龙 赵二虎 唐書強 Triple A グレーン                                                                                  | 菊田幸一                     | 6月5日         |       |       |       |       |       |       |       |       |       |       |       |       |       |       |       |       |       |
| 第10話       | この身勝手な花嫁に祝福を！         | 上江洲誠   | 稲垣隆行          | いわもとやすお    | 本田創一 上西麻耶 吉田龍一郎 木村行隆 八木澤修平 陳凱馳 阿肆 Winchester                                                                          | 野田康行                     | 6月12日        |       |       |       |       |       |       |       |       |       |       |       |       |       |       |       |       |       |
| 第11話       | この変わらない日常に祝福を！       | 金崎貴臣   | 金崎貴臣 斉藤哲人 | 川部真也          | 木村行隆 天﨑まなむ 本田創一 柳野龍男 山村俊了 上西麻耶 重藤聡太 吉田龍一郎 藤田正幸 重松しんいち 中島大智 中島美子 北村友幸 牛ノ濱由惟 野田康行 | 菊田幸一                     | 6月19日        |       |       |       |       |       |       |       |       |       |       |       |       |       |       |       |       |       |

## 放送局
| 放送期間                | 放送時間                     | 放送局            | 対象地域 | 備考                      |
| ----------------------- | ---------------------------- | ----------------- | -------- | ------------------------- |
| 2016年1月14日 - 3月17日 | 木曜 1:05 - 1:35（水曜深夜） | TOKYO MX          | 東京都   |                           |
|                         | 木曜 1:30 - 2:00（水曜深夜） | サンテレビ        | 兵庫県   |                           |
|                         | 木曜 2:35 - 3:05（水曜深夜） | TVQ九州放送       | 福岡県   |                           |
| 2016年1月15日 - 3月18日 | 金曜 1:00 - 1:30（木曜深夜） | 千葉テレビ        | 千葉県   |                           |
|                         |                              | テレビ神奈川      | 神奈川県 |                           |
|                         | 金曜 1:05 - 1:35（木曜深夜） | テレビ埼玉        | 埼玉県   |                           |
|                         | 金曜 1:45 - 2:15（木曜深夜） | 岐阜放送          | 岐阜県   |                           |
|                         | 金曜 2:20 - 2:50（木曜深夜） | 三重テレビ        | 三重県   |                           |
| 2016年1月16日 - 3月19日 | 土曜 3:00 - 3:30（金曜深夜） | BS11              | 日本全域 | BS放送 / 『ANIME+』枠     |
| 2016年1月21日 - 3月24日 | 木曜 0:00 - 0:30（水曜深夜） | テレ朝チャンネル1 | 日本全域 | CS放送 / リピート放送あり |

| 配信開始日     | 配信時間                     | 配信サイト |
| -------------- | ---------------------------- | --- |
| 2016年1月16日  | 土曜 12:00 更新              | dアニメストア |
| 2016年1月21日  | 木曜 0:30 - 1:00（水曜深夜） | ニコニコ生放送 |
| 2016年1月23日  | 土曜 12:00 更新              | ニコニコチャンネル [ 61 ] GYAO! バンダイチャンネル                                                                                           |
| 配信開始日不明 | 配信時間不明                 | GYAO!ストア 楽天SHOWTIME DMM.com U-NEXT ひかりTV J:COMオンデマンド ビデオパス PlayStation Store ビデオマーケット HAPPY!動画 ムービーフルPlus |

| 放送期間                | 放送時間                     | 放送局            | 対象地域 | 備考                      |
| ----------------------- | ---------------------------- | ----------------- | -------- | ------------------------- |
| 2017年1月12日 - 3月16日 | 木曜 1:05 - 1:35（水曜深夜） | TOKYO MX          | 東京都   |                           |
|                         | 木曜 1:30 - 2:00（水曜深夜） | サンテレビ        | 兵庫県   |                           |
|                         | 木曜 2:35 - 3:05（水曜深夜） | TVQ九州放送       | 福岡県   |                           |
| 2017年1月13日 - 3月17日 | 金曜 1:45 - 2:15（木曜深夜） | 岐阜放送          | 岐阜県   |                           |
|                         | 金曜 2:20 - 2:50（木曜深夜） | 三重テレビ        | 三重県   |                           |
| 2017年1月16日 - 3月20日 | 月曜 0:30 - 1:00（日曜深夜） | 千葉テレビ        | 千葉県   |                           |
|                         |                              | テレビ神奈川      | 神奈川県 |                           |
|                         |                              | テレビ埼玉        | 埼玉県   |                           |
| 2017年1月17日 - 3月21日 | 火曜 3:00 - 3:30（月曜深夜） | BS11              | 日本全域 | BS放送 / 『ANIME+』枠     |
| 2017年1月26日 - 3月30日 | 木曜 0:30 - 1:00（水曜深夜） | テレ朝チャンネル1 | 日本全域 | CS放送 / リピート放送あり |

| 配信開始日    | 配信時間                     | 配信サイト |
| ------------- | ---------------------------- | --- |
| 2017年1月17日 | 火曜 12:00 更新              | dアニメストア |
| 2017年1月19日 | 木曜 0:30 - 1:00（水曜深夜） | ニコニコ生放送 |
| 2017年1月24日 | 火曜 更新                    | GYAO! 楽天SHOWTIME ひかりTV バンダイチャンネル U-NEXT アニメ放題 J:COMオンデマンド ビデオパス Amazon Prime Video FOD Netflix DMM.com ビデオマーケット ムービーフルPlus HAPPY!動画 |
| 2017年1月25日 | 水曜 更新                    | PlayStation Store |

| 放送期間                | 放送時間                     | 放送局     | 対象地域 | 備考                                 |
| ----------------------- | ---------------------------- | ---------- | -------- | ------------------------------------ |
| 2024年4月10日 - 6月19日 | 水曜 23:30 - 木曜 0:00       | TOKYO MX   | 東京都   |                                      |
| 2024年4月11日 - 6月20日 | 木曜 1:00 - 1:30（水曜深夜） | BS11       | 日本全域 | BS放送 / 『ANIME+』枠                |
|                         |                              | KBS京都    | 京都府   |                                      |
|                         |                              | サンテレビ | 兵庫県   |                                      |
|                         | 木曜 1:30 - 2:00（水曜深夜） | テレビ愛知 | 愛知県   |                                      |
|                         | 木曜 21:00 - 21:30           | AT-X       | 日本全域 | CS放送 / 字幕放送 / リピート放送あり |

| 配信開始日    | 配信時間            | 配信サイト |
| ------------- | ------------------- | --- |
| 2024年4月10日 | 水曜 23:00 - 23:30  | ABEMA |
|               | 水曜 23:00 更新     | dアニメストア |
| 2024年4月13日 | 土曜 23:00 順次更新 | niconico Netflix Disney+ U-NEXT アニメ放題 Lemino バンダイチャンネル Hulu DMM TV TELASA J:COM STREAM milplus Amazon FOD music.jp ビデオマーケット カンテレドーガ クランクイン！ビデオ HAPPY!動画 |

## 関連商品

### BD / DVD
| 巻  | 発売日         | 収録話                    | 規格品番  | 規格品番   |
| 巻  | 発売日         | 収録話                    | BD        | DVD        |
| --- | -------------- | ------------------------- | --------- | ---------- |
| 1   | 2016年3月25日  | 第1話 - 第2話             | KAXA-7341 | KABA-10450 |
| 2   | 2016年4月27日  | 第3話 - 第4話             | KAXA-7342 | KABA-10451 |
| 3   | 2016年5月27日  | 第5話 - 第6話             | KAXA-7343 | KABA-10452 |
| 4   | 2016年6月24日  | 第7話 - 第8話             | KAXA-7344 | KABA-10453 |
| 5   | 2016年7月29日  | 第9話 - 第10話            | KAXA-7345 | KABA-10454 |
| BOX | 2018年10月24日 | 第1話 - 第10話 +OVA第11話 | KAXA-9830 | N/A        |

| 巻  | 発売日        | 収録話                    | 規格品番  | 規格品番   |
| 巻  | 発売日        | 収録話                    | BD        | DVD        |
| --- | ------------- | ------------------------- | --------- | ---------- |
| 1   | 2017年3月24日 | 第1話 - 第2話             | KAXA-7481 | KABA-10515 |
| 2   | 2017年4月28日 | 第3話 - 第4話             | KAXA-7482 | KABA-10516 |
| 3   | 2017年5月26日 | 第5話 - 第6話             | KAXA-7483 | KABA-10517 |
| 4   | 2017年6月30日 | 第7話 - 第8話             | KAXA-7484 | KABA-10518 |
| 5   | 2017年7月28日 | 第9話 - 第10話            | KAXA-7485 | KABA-10519 |
| BOX | 2019年5月24日 | 第1話 - 第10話 +OVA第11話 | KAXA-9832 | N/A        |

| 巻 | 発売日         | 収録話         | 規格品番  | 規格品番  | 規格品番   |
| 巻 | 発売日         | 収録話         | BD限定版  | BD通常版  | DVD        |
| -- | -------------- | -------------- | --------- | --------- | ---------- |
| 1  | 2024年7月24日  | 第1話 - 第2話  | KAXA-8851 | KAXA-8861 | KABA-11571 |
| 2  | 2024年8月28日  | 第3話 - 第5話  | N/A       | KAXA-8862 | KABA-11572 |
| 3  | 2024年9月25日  | 第6話 - 第8話  | N/A       | KAXA-8863 | KABA-11573 |
| 4  | 2024年10月25日 | 第9話 - 第11話 | N/A       | KAXA-8864 | KABA-11574 |

第1期 特典小説
「アクセルのアークプリースト」「アクセルの爆裂探偵」「守りたいクルセイダー」「世にも幸運な銀髪少女」「不死の王になるために」「白虎に加護を！」、特典ドラマCD「たまにはこんな爆裂デートを」
第2期 特典小説
「魔王の幹部は忙しい」「偽物注意！」「レッドストリーム・エクスプロージョン！」、特典ドラマCD「異世界へ行こう！」

### 書籍
- 『この素晴らしい世界に祝福を! コンプリートブック』2016年6月30日発売[69]、ISBN 978-4-05-406458-4

## Webラジオ
『この素晴らしいラジオに祝福を！』は、2016年7月5日から2017年7月25日まで響 -HiBiKi Radio Station-にて隔週火曜日に配信されていた番組。2019年1月1日より復活し、2020年6月に最終回を迎えた。2019年3月までは月の最終火曜日に配信されたのちに4月からは隔週火曜日に配信されていた。2023年8月にふたたび復活し月1不定期配信され、2024年4月より隔週火曜配信。その後月一に戻り2025年5月(80回)で一旦定期配信終了。パーソナリティはカズマ役の福島潤とめぐみん役の高橋李依。
コーナー
- ふつおた - リスナーからのふつおたコーナー。
- この素晴らしいフラグに診断を - リスナーから「これはフラグだと思う」事象を募集し、パーソナリティがそれを検証していく。
- ギルドメンバー募集中！ - リスナーから「自分だけかもしれない」エピソードを募集・発表し、共感を得た他のリスナーとギルドを組んでいく。
- 私のスキル覚えてみませんか? - リスナーの持つ、ちょっとしたスキル（特技）を募集してパーソナリティがそれに挑戦していく。

ゲスト
- 第10回：稲田徹（荒くれ者 役）
- 第13回・第16回・第20回・第34回：雨宮天（アクア 役）
- 第15回：Machico（OP主題歌担当）
- 第17回・第20回・第25回：茅野愛衣（ダクネス 役）
- 第18回：西田雅一（バニル 役）
- 出張版：高橋名人
- 第24回：堀江由衣（ウィズ 役）
- 第33回：豊崎愛生（ゆんゆん 役）
- 第64回：Machico（OP主題歌担当）
- 第65回：矢作紗友里（クレア 役）
- 第66回：諏訪彩花（クリス、エリス 役）
- 第67回：高尾奏音（アイリス 役）

ラジオDVD
この素晴らしいラジオに祝福を！ラジオDVD
- 2017年8月11日販売（コミックマーケット会場販売）
- ラジオ全配信回+馬小屋トーク（楽屋裏トーク）+ボーナストラック

## 劇場アニメ
『映画 この素晴らしい世界に祝福を！紅伝説』のタイトルで2019年8月30日に長編アニメーション映画が公開された。制作はJ.C.STAFFが担当。

## OVA
テレビ未放送のエピソード2本がOVA「この素晴らしい世界に祝福を！3 - BONUS STAGE-」として2025年3月14日から劇場公開され、さらに4月25日にBlu-ray・DVDが発売された。

## スピンオフアニメ
スピンオフ作品『この素晴らしい世界に爆焔を！』を原作としたテレビアニメが2023年4月から6月までTOKYO MXほかにて放送された。第1話のアバンナレーションは、本編アニメでカズマ役を務めた福島潤。

### スタッフ（スピンオフアニメ）
- 原作 - 暁なつめ[77]
- 原作イラスト - 三嶋くろね[77]
- 監督 - 安部祐二郎[77]
- 総監修 - 金崎貴臣[77]
- シリーズ構成 - 上江洲誠[77]
- キャラクターデザイン - 菊田幸一[77]
- 美術設定 - 友野加世子、乗末美穂
- 美術監督 - 丸山由紀子、山梨絵里
- 美術 - アトリエムサ[78]
- 色彩設計 - 吉田沙織[78]
- 撮影監督 - 衛藤直毅
- 撮影 - EXPLOSION[78]
- 3D監督 - 今垣佳奈
- 編集 - 木村佳史子
- 音響監督 - 岩浪美和[78]
- 音響効果 - 小山恭正[78]
- 音響制作 - HALF H・P STUDIO[78]
- 録音 - 山口貴之[78]
- 音楽 - 甲田雅人[77]
- 音楽制作 - 日本コロムビア[78]
- 音楽プロデューサー - 穴井健太郎
- プロデューサー - 小倉理絵、德村慶一、谷口博康、百田英生
- アニメーションプロデューサー - 宮腰徹
- アニメーション制作 - ドライブ[77]
- 製作 - このすば爆焔製作委員会[77]

### 主題歌（スピンオフアニメ）
「STAY FREE」
Machicoによるオープニングテーマ。作詞・作曲は岩崎貴文、編曲は水口浩次。
「JUMP IN」
めぐみん（高橋李依）、ゆんゆん（豊崎愛生）によるエンディングテーマ。作詞・作曲はYeYe、編曲はTiMT。

### 各話リスト（スピンオフアニメ）
| 話数   | サブタイトル                 | 脚本     | コンテ           | 演出     | 作画監督                                                                                      | 総作画監督                   | 初放送日      |
| ------ | ---------------------------- | -------- | ---------------- | -------- | --------------------------------------------------------------------------------------------- | ---------------------------- | ------------- |
| 第1話  | 紅い瞳の魔法使い達           | 上江洲誠 | 安部祐二郎       | 安川央里 | 牛ノ濱由惟 大野勉 吉田竜一郎 藤田正幸                                                         | 菊田幸一                     | 2023年 4月6日 |
| 第2話  | 魔法学校の禁忌               | 蒼樹靖子 | 安部祐二郎       | 是本晶   | 吉田和香子 桜井正明                                                                           | 牛ノ濱由惟 星野玲香          | 4月13日       |
| 第3話  | 紅魔の里の守護者達           | 関根聡子 | 安部祐二郎       | 田中貴大 | 上西麻耶 櫻井拓郎 本田創一 TripleA                                                            | 牛ノ濱由惟 星野玲香 野田康行 | 4月20日       |
| 第4話  | 紅い瞳の孤高の少女           | 待田堂子 | ボブ白旗         | 渡辺有紀 | 山崎浩平 小林茉利奈 石川洋一                                                                  | 矢向宏志                     | 4月27日       |
| 第5話  | 爆裂狂の誕生                 | 上江洲誠 | 安部祐二郎       | 吉田俊司 | 吉田龍一郎 八木澤修平 大野勉 藤田正幸                                                         | 竹本佳子 北村友幸            | 5月4日        |
| 第6話  | 爆裂ニートの就職活動         | 蒼樹靖子 | ワタナベシンイチ | 金澤由希 | Kang Hyeon-guk Kim Jeong-suk Kim Min-ja Shin Eun-ah Kim Min-ah                                | 菊田幸一                     | 5月11日       |
| 第7話  | 水の都の迷惑教団             | 待田堂子 | 稲垣隆行         | 安川央里 | 吉田竜一郎 八木澤修平 上西麻耶 藤田正幸 櫻井拓郎 本田創一                                     | 牛ノ濱由惟 星野玲香          | 5月18日       |
| 第8話  | 水の都の狂信者達             | 上江洲誠 | ボブ白旗         | 粟井重紀 | Song Hyeon-ju Kang Hyeon-guk Ahn Min-mi Lee Seong-jin Kim Hyun-ah Shin Eun-ah 陳凱馳 小澤和則 | 竹本佳子 北村友幸            | 5月25日       |
| 第9話  | 紅魔の里からの来訪者         | 蒼樹靖子 | -                | 吉田俊司 | 大野勉 ECHO Animation セブンシーズ 張金浩 趙珉 徐學文 程震雷 呉存 李飛 胡峰成 黄佳嫺          | 菊田幸一                     | 6月1日        |
| 第10話 | 駆け出しの街の冒険者達       | 関根聡子 | 稲垣隆行         | 渡辺有紀 | 小林茉利奈 石川洋一 山崎浩平 北島勇樹                                                         | 矢向宏志                     | 6月8日        |
| 第11話 | 名物娘と森の悪魔             | 待田堂子 | ボブ白旗         | 川部真也 | 吉田龍一郎 櫻井拓郎 大野勉 藤田正幸 上西麻耶 本田創一 木村行隆                                | 竹本佳子 北村友幸 星野玲香   | 6月15日       |
| 第12話 | この素晴らしい世界に爆焔を！ | 上江洲誠 | 安部祐二郎       | 安川央里 | 吉田龍一郎 八木澤修平 上西麻耶 藤田正幸 櫻井拓郎 本田創一 DM                                  | 牛ノ濱由惟 北村友幸 竹本佳子 | 6月22日       |

### 放送局（スピンオフアニメ）
| 放送期間               | 放送時間                     | 放送局     | 対象地域 | 備考                                 |
| ---------------------- | ---------------------------- | ---------- | -------- | ------------------------------------ |
| 2023年4月6日 - 6月22日 | 木曜 1:00 - 1:30（水曜深夜） | TOKYO MX   | 東京都   |                                      |
|                        | 木曜 2:05 - 2:35（水曜深夜） | テレビ愛知 | 愛知県   |                                      |
|                        | 木曜 21:00 - 21:30           | AT-X       | 日本全域 | CS放送 / 字幕放送 / リピート放送あり |
|                        | 木曜 23:00 - 23:30           | BS11       | 日本全域 | BS放送 / 『ANIME+』枠                |
| 2023年4月8日 - 6月24日 | 土曜 0:00 - 0:30（金曜深夜） | KBS京都    | 京都府   |                                      |
|                        |                              | サンテレビ | 兵庫県   |                                      |

| 配信開始日    | 配信時間                     | 配信サイト |
| ------------- | ---------------------------- | --- |
| 2023年4月6日  | 木曜 0:00（水曜深夜） 更新   | dアニメストア |
|               | 木曜 0:00 - 0:30（水曜深夜） | ABEMA |
| 2023年4月11日 | 火曜 0:00（月曜深夜） 更新   | niconico Lemino FOD バンダイチャンネル Hulu TELASA J:COMオンデマンド milplus U-NEXT アニメ放題 DMM TV Disney+ Netflix Amazon Prime Video music.jp ビデオマーケット HAPPY!動画 クランクイン！ビデオ ムービーフルPlus |

### BD / DVD（スピンオフアニメ）
| 巻 | 発売日        | 収録話         | 規格品番  | 規格品番  | 規格品番   |
| 巻 | 発売日        | 収録話         | BD限定版  | BD通常版  | DVD        |
| -- | ------------- | -------------- | --------- | --------- | ---------- |
| 1  | 2023年7月26日 | 第1話 - 第4話  | KAXA-8561 | KAXA-8571 | KABA-11341 |
| 2  | 2023年8月30日 | 第5話 - 第8話  | -         | KAXA-8572 | KABA-11342 |
| 3  | 2023年9月27日 | 第9話 - 第12話 | -         | KAXA-8573 | KABA-11343 |

## クロスオーバーアニメ
『異世界かるてっと』は、本作を含むKADOKAWA刊行の4作品（『Re:ゼロから始める異世界生活』、『オーバーロード』、『幼女戦記』、『この素晴らしい世界に祝福を！』）の登場人物が一堂に会し、プチキャラ化して登場するクロスオーバー作品。2019年4月から6月まで第1期、2020年1月から4月まで第2期が放送され、2022年には映画が公開された。

## CD

### ドラマCD
レギュラー出演キャラはカズマ、アクア、めぐみん、ダクネス。
| タイトル                                                                                                | 発売日        | 規格品番   | 出演キャラ                      |
| --- | ------------- | ---------- | ------------------------------- |
| TVアニメ『この素晴らしい世界に祝福を！』サントラ&ドラマCD Vol.1 この彷徨える死者たちに平穏を！          | 2016年3月23日 | COCX-39472 | ウィズ ルナ 荒くれ者            |
| TVアニメ『この素晴らしい世界に祝福を！』サントラ&ドラマCD Vol.2 この素晴らしい走馬燈に祝福を！          | 2016年3月23日 | COCX-39473 | 親方                            |
| TVアニメ『この素晴らしい世界に祝福を！』とらのあな限定版全巻購入特典ドラマCD たまにはこんな爆裂デートを | 2016年7月29日 | GCA-0068   | 男爵                            |
| TVアニメ『この素晴らしい世界に祝福を！2』サントラ&ドラマCD Vol.3 この不死者たちに勝敗を！               | 2017年3月22日 | COCX-39904 | ウィズ バニル ルナ ヴォルフガン |
| TVアニメ『この素晴らしい世界に祝福を！2』とらのあな限定版全巻購入特典ドラマCD 異世界へいこう            | 2017年7月28日 | GCA-0093   | ウィズ バニル                   |

### その他のアルバム
| タイトル                                                                                                | 発売日       | 規格品番      |
| --- | ------------ | ------------- |
| TVアニメ『この素晴らしい世界に祝福を！』キャラクターソングアルバム「唄う我らに臨時報酬を！」            | 2016年3月9日 | COCX-39429    |
| TVアニメ『この素晴らしい世界に祝福を！2』キャラクターソングアルバム「十八番尽くしの歌宴に祝杯を！」     | 2017年3月8日 | COCX-39877    |
| TVアニメ『この素晴らしい世界に祝福を!』オリジナル・サウンドトラック                                     | 2016/3/23    |               |
| 「映画 この素晴らしい世界に祝福を！紅伝説」オリジナル・サウンドトラック「澄み渡る青空に希望の狼煙を！」 | 2019年9月4日 | COCX-40934    |
| 「この素晴らしい世界に祝福を！」コンサート 〜この素晴らしい音楽に喝采を！ 実況録音盤                    | 2019年9月4日 | COCX-40939/40 |